# Lossit (Portnahaven)
Lossit ist ein Weiler an der Westküste der schottischen Hebrideninsel Islay. Die Ortschaft liegt auf der Halbinsel Rhinns of Islay wenige hundert Meter entfernt von einer als Lossit Bay bezeichneten kleinen Bucht des Atlantischen Ozeans, in die ein kleiner Bach namens Lossit Burn mündet, der durch die Siedlung verläuft. Portnahaven und Port Charlotte, die bedeutendsten Siedlungen auf der Rhinns of Islay liegen fünf Kilometer südlich beziehungsweise sieben Kilometer nordöstlich. Die nächstgelegene Siedlung ist Kelsay, welches heute nur noch aus einem bewohnten Bauernhof besteht. Lossit ist über eine einspurige Straße zu erreichen, die von Portnahaven kommend entlang der Westküste bis Kilchiaran führt und von dort aus in östlicher Richtung nach Port Charlotte verläuft. Im Jahre 1841 lebten 132 Personen in Lossit. Hiervon waren 61 in dem Ortsteil Upper Lossit und 71 in Lower Lossit wohnhaft. 1851 war die Gesamteinwohnerzahl bereits auf 89 gesunken. Bereits 1882 wurde verzeichnet, dass verschiedene Gebäude in Lossit unbedacht und somit wahrscheinlich zu dieser Zeit schon unbewohnt waren. Heute ist nur noch ein Bauernhof bewohnt.